# آرثر نيل
آرثر نيل (بالإنجليزية: Arthur Neal)‏ هو سياسي بريطاني (وحمل سابقاً جنسية المملكة المتحدة لبريطانيا العظمى وأيرلندا)، ولد في 23 سبتمبر 1862، وتوفي في 29 يناير 1933. حزبياً، نشط في الحزب الليبرالي. في الانتخابات العمومية البريطانية 1918 ‏، انتخب عضو برلمان المملكة المتحدة الـ31 عن دائرة شيفيلد هيلزبورو (14 ديسمبر 1918 – 26 أكتوبر 1922).